# Assumpta Serna
Assumpta Serna (n. 16 septembrie 1957, Barcelona, Catalonia, Spania) este o actriță și autoare spaniolă. 

## Biografie
Serna a abandonat studiile de drept la Barcelona și s-a dedicat actoriei.
Este cunoscută pentru rolul principal din I, the Worst of All (1990), care o portretizează pe poeta, filozoafa și proto-feminista⁠(d) mexicană Sor Juana.
Assumpta Serna a apărut în numeroase filme și seriale de televiziune, atât în Spania, cât și în străinătate. Cel mai faimos rol al ei rămâne, fără îndoială, cel al Mariei Cardenal, o avocată fascinată până la morbiditate de luptele de coridă în filmul din 1986 Matador de Pedro Almodóvar alături de Antonio Banderas.
A fost căsătorită cu actorul Carlos Tristancho din 1982 până în 1985. În 1993 s-a căsătorit cu colegul ei actor Scott Cleverdon, cu care a fondat în 2005 prima echipă a companiei, care oferă cursuri de actorie în mai multe țări. A fost reprezentanta Spaniei la Academia Europeană de Film și a organizat European Film Awards 2004 la Barcelona. Este membră a organizației non-profit AISGE (Artistas, Intérpretes, Sociedad de Gestión), care se ocupă de protecția proprietății intelectuale în sectorul audiovizual.

## Lucrări literare
Assumpta Serna este autoarea a două cărți despre tehnici de interpretare actoricească: El trabajo del actor de cine și Monologii în V.O.

## Filmografie selectivă

### Filme de cinema
- 1978 L'orgia, regia Francesc Bellmunt
- 1980 Lady Lucifera, regia José Ramón Larraz
- 1980 Pepi, Luci, Bom și celelalte fete ale grupului (Pepi, Luci, Bom y otras chicas del montón), regia Pedro Almodóvar
- 1986 Matador, regia Pedro Almodovar
- 1987 Balada da Praia dos Cães, regia José Fonseca e Costa
- 1989 Orhidea sălbatică (Wild Orchid), regia Zalman King
- 1990 Eu, cea mai rea dintre toate (Yo, la peor de todas), regia María Luisa Bemberg
- 1991 Rossini! Rossini!, regia Mario Monicelli
- 1992 Maestrul de scrimă (El maestro de esgrima), regia Pedro Olea
- 1992 Adelaide, regia Lucio Gaudino
- 1994 Belle al bar, regia Alessandro Benvenuti
- 1994 Nostradamus
- 1995 O sută și una de nopți (Les Cent et Une Nuits de Simon Cinéma), regia Agnès Varda
- 1996 Clubul vrăjitoarelor (The Craft), regia Andrew Fleming
- 1999 De ce nu eu? (Pourquoi pas moi?), regia Stéphane Giusti
- 2007 Vicergii (I Viceré), regia Roberto Faenza
- 2020 Claret, regia Pablo Moreno

### Filme de televiziune
- 1989 Falcon Crest - serie TV, 8 episoade
- 2003 Henry VIII - miniserial TV, regia Pete Travis
- 2008 Il commissario De Luca, regia Antonio Frazzi, 1 episod
- 2009 90-60-90, jurnalul secret al unei adolescente (90-60-90, diario secreto de una adolescente, 8 episoade)
- 2011-2014 Borgia (Borgia) - serial TV, 14 episoade
- 2013 Tierra de Lobos (Tierra de Lobos) - serial TV, 9 episoade

## Distincții
- Pentru rolul principal din Maestrul de scrimă (El Maestro de Esgrima), Serna a fost nominalizată în 1993 la Premiul Goya pentru cea mai bună actriță.[5]
- În anul 2003 a fost membru al juriului la Festivalul Internațional de Film de la Veneția.[4]